# Eastern Basketball Association 1973-1974
La stagione EBA 1973-74 fu la 28ª della Eastern Basketball Association. Parteciparono 7 squadre divise in due gironi.
Rispetto alla stagione precedente si aggiunsero i Cherry Hill Rookies. I Wilkes-Barre Barons sospesero le operazioni, mentre i Garden State Colonials cambiarono nome in East Orange Colonials.

## Squadre partecipanti
- Allentown Jets
- C.H. Rookies
- E. Orange Colonials
- Hamilton P. Pavers
- Hartford Capitols
- Hazleton Bullets
- Scranton Apollos

## Classifiche

### Eastern Division
| Squadra               | V  | P  | %    | GB |
| --------------------- | -- | -- | ---- | -- |
| Hartford Capitols     | 19 | 8  | 70,3 | -  |
| Hamilton Pat Pavers   | 14 | 13 | 51,9 | 5  |
| East Orange Colonials | 8  | 19 | 29,6 | 11 |
| Cherry Hill Rookies   | 5  | 22 | 18,5 | 14 |

### Western Division
| Squadra          | V  | P  | %    | GB  |
| ---------------- | -- | -- | ---- | --- |
| Allentown Jets   | 20 | 8  | 71,4 | -   |
| Scranton Apollos | 17 | 11 | 60,7 | 3   |
| Hazleton Bullets | 15 | 12 | 55,6 | 4,5 |

## Play-off

### Semifinali di division
|  | Hamilton Pat Pavers | 128 – 112 | East Orange Colonials |  |

|  | Hamilton Pat Pavers | 138 – 113 | East Orange Colonials |  |

|  | Scranton Apollos | 110 – 104 | Hazleton Bullets |  |

|  | Scranton Apollos | 94 – 92 | Hazleton Bullets |  |

### Finali di division
|  | Hamilton Pat Pavers | 111 – 109 | Hartford Capitols |  |

|  | Hartford Capitols | 110 – 96 | Hamilton Pat Pavers |  |

|  | Hartford Capitols | 120 – 117 | Hamilton Pat Pavers |  |

|  | Allentown Jets | 133 – 108 | Scranton Apollos |  |

|  | Scranton Apollos | 131 – 118 | Allentown Jets |  |

|  | Allentown Jets | 121 – 115 | Scranton Apollos |  |

### Finale EBA
|  | Allentown Jets | 130 – 114 | Hartford Capitols |  |

|  | Hartford Capitols | 128 – 111 | Allentown Jets |  |

|  | Hartford Capitols | 118 – 103 | Allentown Jets |  |

|  | Allentown Jets | 131 – 125 | Hartford Capitols |  |

|  | Hartford Capitols | 108 – 107 (d.1t.s.) | Allentown Jets |  |

### Tabellone
|  | Semifinali di division | Semifinali di division | Semifinali di division |           |          | Finali di division | Finali di division | Finali di division |  |  | Finale EBA | Finale EBA | Finale EBA |  |
|  |                        |                        |                        |           |          |                    |                    |                    |  |  |            |            |            |  |
|  |                        |                        |                        |           |          | 1e                 | Hartford           | 2                  |  |  |            |            |            |  |
|  |                        |                        |                        |           |          | 1e                 | Hartford           | 2                  |  |  |            |            |            |  |
|  |                        |                        | 2e                     | Hamilton  | 1        |                    |                    |                    |  |  |            |            |            |  |
|  | 3e                     | East Orange            | 2e                     | Hamilton  | 1        | 0                  |                    |                    |  |  |            |            |            |  |
|  | 3e                     | East Orange            |                        |           |          |                    |                    |                    |  |  |            |            |            |  |
|  | 2e                     | Hamilton               | 2                      |           |          |                    |                    |                    |  |  |            |            |            |  |
|  | 2e                     | Hamilton               | 2                      |           | Hartford | Hartford           | 3                  |                    |  |  |            |            |            |  |
|  |                        |                        |                        |           |          |                    |                    |                    |  |  |            |            |            |  |
|  |                        |                        | Allentown              | Allentown | 2        |                    |                    |                    |  |  |            |            |            |  |
|  | 2w                     | Scranton               | Allentown              | Allentown | 2        | 2                  |                    |                    |  |  |            |            |            |  |
|  | 2w                     | Scranton               |                        |           |          |                    |                    |                    |  |  |            |            |            |  |
|  | 3w                     | Hazleton               | 0                      |           |          |                    |                    |                    |  |  |            |            |            |  |
|  | 3w                     | Hazleton               | 0                      |           | 2w       | Scranton           | 1                  |                    |  |  |            |            |            |  |
|  |                        |                        |                        |           | 2w       | Scranton           | 1                  |                    |  |  |            |            |            |  |
|  |                        |                        | 1w                     | Allentown | 2        |                    |                    |                    |  |  |            |            |            |  |

## Vincitore
| Campione EBA 1974             |
| ----------------------------- |
| Hartford Capitols (3º titolo) |

## Premi EBA
- EBA Most Valuable Player: Ken Wilburn, Allentown Jets
- EBA Rookie of the Year: Dennis Bell, Allentown Jets